# Лоренцвейлер
Лоренцвейлер (люкс. Luerenzweiler, фр. Lorentzweiler) — коммуна в Люксембурге, располагается в округе Люксембург. Коммуна Лоренцвейлер является частью кантона Мерш. В коммуне находится одноимённый населённый пункт.
Население составляет 3112 человек (на 2008 год), в коммуне располагаются 1242 домашних хозяйств. Занимает площадь 17,45 км² (по занимаемой площади 69 место из 116 коммун). Наивысшая точка коммуны над уровнем моря составляет 436 м. (32 место из 116 коммун), наименьшая 219 м. (38 место из 116 коммун).

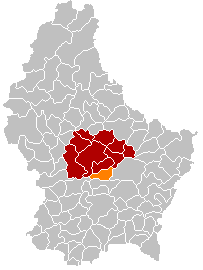
Оранжевый цвет - коммуна Лоренцвейлер, красный - кантон Мерш.